# Suri (langue)
Pour les articles homonymes, voir Suri (homonymie).
Le suri est une langue nilo-saharienne faisant partie du groupe des langues surmiques, parlée dans la zone de Bench Maji en Éthiopie.